# Отари-Уилтонс-Буш
Отари-Уилтонс-Буш (англ. Ōtari-Wilton's Bush или англ. Ōtari Native Botanic Garden and Wilton's Bush Forest Reserve) — ботанический сад в Веллингтоне.
Ботанический сад Отари и лесной резерват Уилтона — единственный в Новой Зеландии парк с широким доступом, где культивируются исключительно местные виды. Площадь реликтового леса составляет около 100 га, примерно 5 га занимает территория с высаженными растениями. Часть леса занимает участок с риму, один дакридиум кипарисовый, по оценкам специалистов, достиг возраста 800 лет.
Лесной массив в Уилтоне — остаток леса, в значительной степени уничтоженного европейцами при заготовке древесины. На месте вырубок были основаны фермы. Лишь в 1860 году местный фермер по имени Джоб Уилтон огородил 7 га первоначального леса, чтобы защитить его от скота. Это место стало известно как Уилтонс-Буш («Кусты Уилтона») и служило местом для пикников и однодневных экскурсий. В 1906 году правительство выкупило прилегающие 135 акров земли у коренных народов для создания заповедника. В 1918 году земля была передана городскому совету Веллингтона для «целей отдыха и сохранения местной флоры».
История ботанического сада начинается в 1926 году, когда ботаник и фитогеограф Леонард Кокейн начал создавать коллекцию исключительно новозеландских растений, представляющих различные области страны.
Сегодня на территории произрастает около 1200 видов. При этом, в лесу обитают и местные представители фауны — птицы кереру, туи, священная альциона, серая веерохвостка, рирориро, руру. Также обитают местные виды рыб, амфибий и уэта.
Растения организованы в отдельные коллекции, включая альпийский сад, папоротниковый сад, большой сад камней и прибрежный сад. Городским советом Веллингтона, которому принадлежит сад, в Интернете опубликована подробная и интерактивная онлайн-карта.
Кроме того, лаборатория для сохранения растений, находящихся под угрозой исчезновения в Новой Зеландии, включает в себя как обычный банк семян (хранение при температуре −18°C) так криоконсервацию (хранение при температуре −196 °C в жидком азоте).

## Галерея

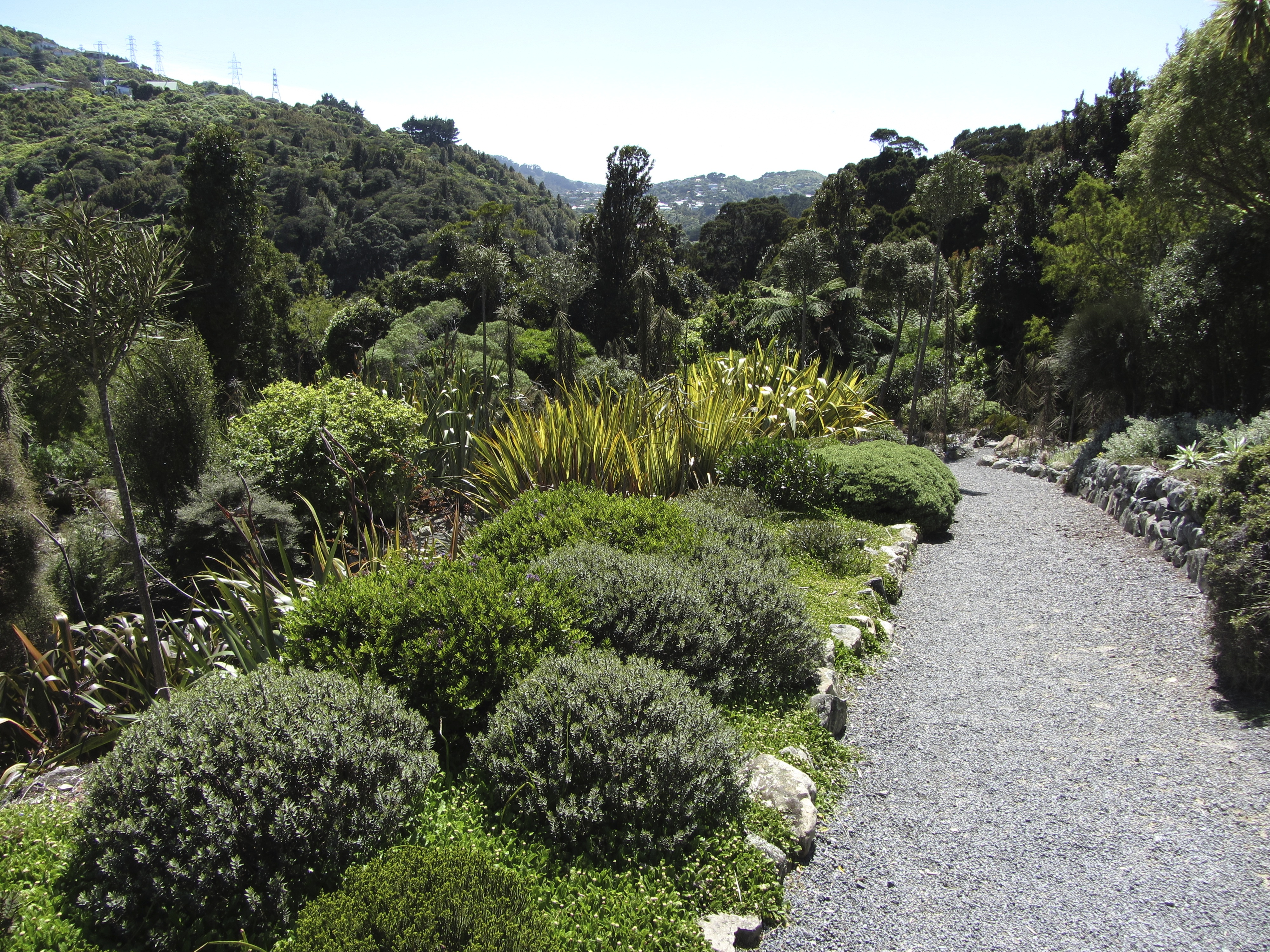
В ботаническом саду
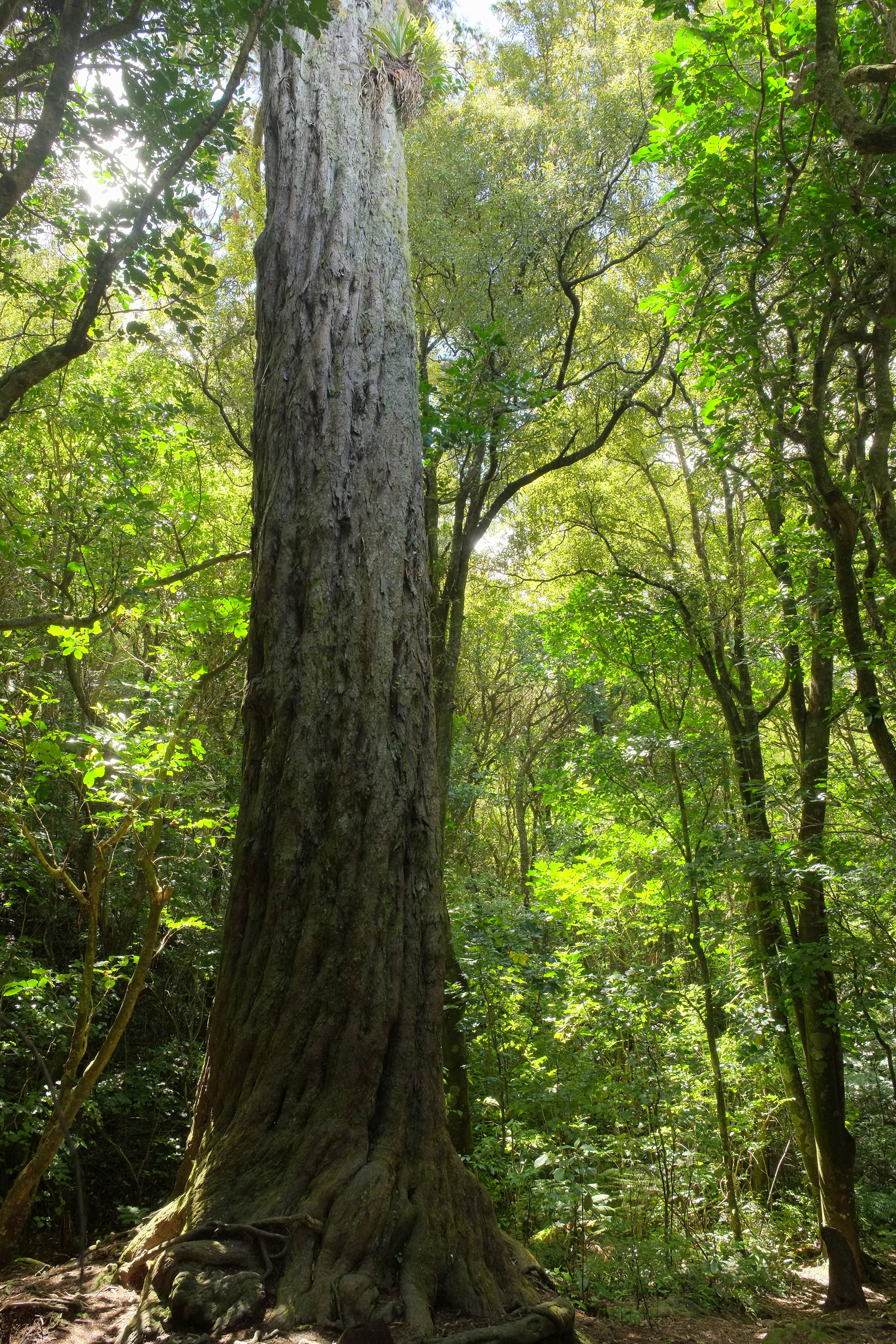
Ствол 800-летнего риму
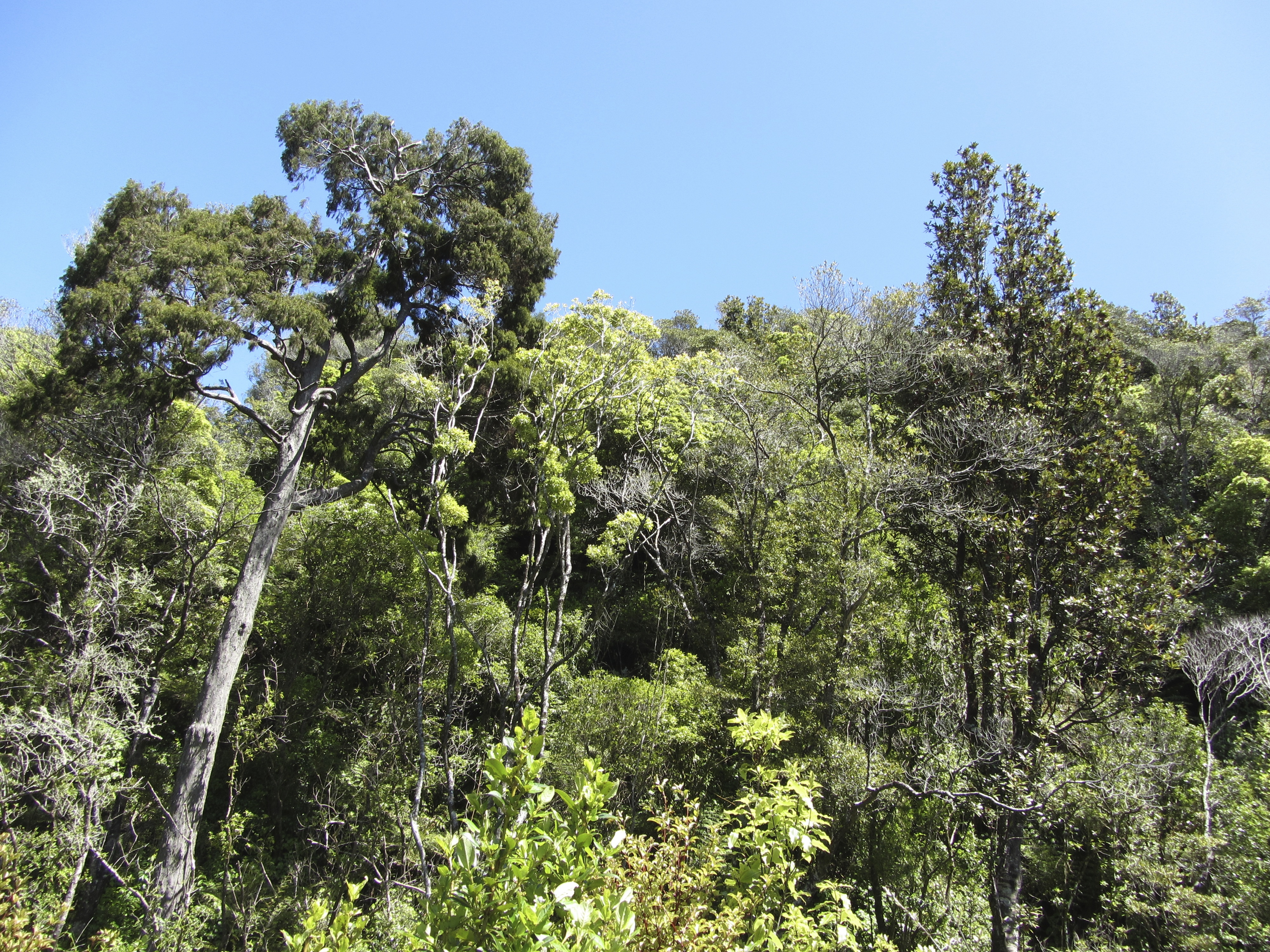
Натуральный лес, свойственный для региона
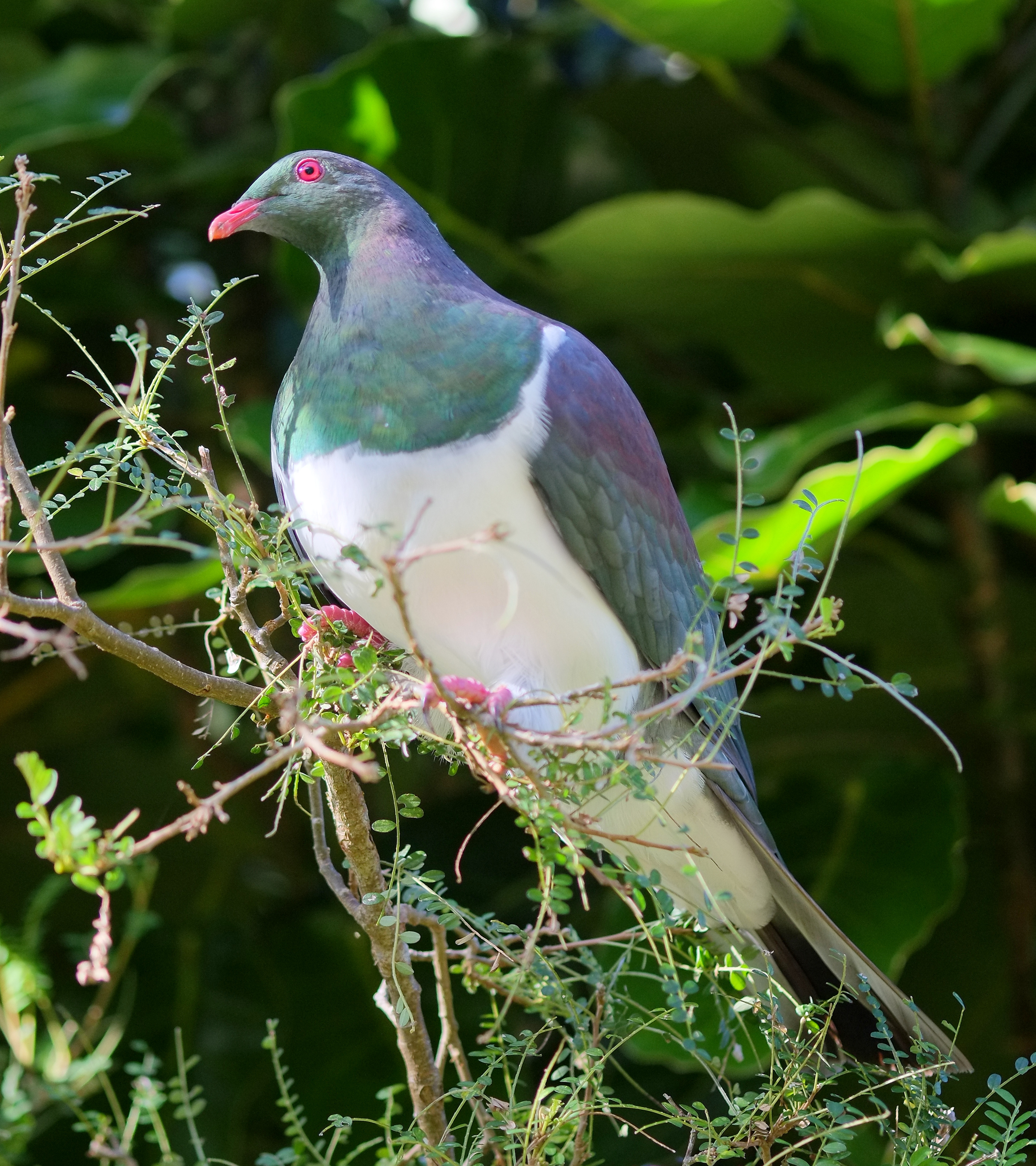